# Frank der Fünfte

Premierenfeier zu Frank der Fünfte, Therese Giehse, Friedrich Dürrenmatt, Maria Becker, im Hintergrund: Peter Schifferli, Foto: Comet Photo, ETH-Bibliothek, 19. März 1959

Frank der Fünfte (Untertitel: Oper einer Privatbank) ist eine musikalische Komödie des Schweizer Schriftstellers Friedrich Dürrenmatt. Die Musik dazu komponierte sein Landsmann Paul Burkhard. Die Uraufführung fand am 19. März 1959 unter der Regie von Oskar Wälterlin mit Kurt Horwitz in der Titelrolle und Therese Giehse in der Rolle seiner Frau Ottilie am Schauspielhaus Zürich statt.

## Handlung
Frank der Fünfte führt mit seiner Frau Ottilie eine Bank in Erbfolge. Die kriminell zu nennenden Geschäfte laufen vornehmlich aufgrund der Zunahme öffentlicher Kontrollmechanismen (Computerisierung) schlechter als zu vergangenen Zeiten. Ottilie und Gottfried Frank wollen das Geschäft unter anderem deswegen aufgeben. Ihre beiden Kinder haben sie in sogenannten behüteten Verhältnissen aufgezogen, da der Broterwerb der Eltern auch nicht auf innerer Passion gründet. Sohn und Tochter wissen nach Ansicht der Eltern nichts von den kriminellen Machenschaften der Bank, denn Ottilie und Frank haben sich neben dieser Existenz eine zweite bürgerliche aufgebaut, die in nahezu keiner Verbindung zu ihrem bänkerischen Wirken steht. Die Annahme der Eltern jedoch erweist sich als Trugschluss. Trotz der guten Erziehung sind die erwachsenen Kinder darüber hinaus auch ihrerseits bereits mit erpresserischen Methoden und Prostitution vertraut.
Schließlich übernehmen sie die Bank durch einen Überraschungs-Coup, werden infolgedessen von ihren Eltern verleugnet und die Ära Franks des Sechsten beginnt. Das Stück zeigt in diesem Sinne die Unvereinbarkeit von Kapital und Menschlichkeit.

## Interpretation
Die von Shakespeares Titus Andronicus beeinflusste Komödie über eine Privatbank setzt die Unmöglichkeit der Freiheit in einer von Macht- und Finanzinteressen beschädigten Demokratie in Szene.
Oft wurde Frank der Fünfte auch in Bezug zu Bertolt Brechts Dreigroschenoper gesetzt, wogegen Dürrenmatt sich in einem Interview mit Horst Bienek im Jahr 1961 wehrte: „Ich berufe mich nicht auf Brecht, aber man will mich mit Brecht verhaften“. Im Unterschied zur Dreigroschenoper stellen die Songs in Frank der Fünfte „das Stück nicht ins Allgemeine, […] sondern ins Erträgliche. […] In Frank der Fünfte singen die Leute, wenn sie lügen – in der Dreigroschenoper, wenn sie die Wahrheit sprechen.“ Dennoch war Dürrenmatt überzeugt, sein Stück „wird noch lange unter der falschen Flagge der Dreigroschenoper segeln müssen, das ist sein Schicksal.“

## Zitat
«Friedrich Dürrenmatts 1958 entstandene «groteske Oper für Schauspieler» ist nicht nur ein Angriff auf die Finanzwelt, sondern eine Parabel auf die Gesellschaft im Allgemeinen. Das Stück zeigt nicht nur eine Gesellschaft in einer Krise ihrer Wirtschaft, sondern in einer Krise ihrer Werte. Die Korruption ist überall – selbst in der Familie.»